# شركة زي القابضة
شركة زي القابضة Z Holdings هي شركة تابعة لشركة شركة نافير وSoftBank Group ومقرها طوكيو . في الأصل تم تأسيس الشركة باسم شركة ياهو اليابان في يناير 1996 ولكن في 1 أكتوبر 2019 ، تحولت إلى شركة قابضة بسبب انقسام الشركة وتغيير اسمها. يصف هذا البند الموقف بعد الانتقال إلى شركة قابضة (الانتقال في 1 أكتوبر 2019).
نظرًا لإعادة تنظيم المجموعة التي تركزت على شركة ياهو اليابان (الشركة الأولى) في عام 2019، قسم أعمال المعلومات والاتصالات (Yahoo! تم استيعاب JAPAN business) وتقسيمها إلى Yahoo Japan Corporation (الشركة الثانية) ، وتم تقسيم قسم إدارة المؤسسات المالية إلى شركة زي المالية .، Ltd. ونقلها إلى شركة قابضة، وهو مسؤول عن وظيفة إدارة المجموعة بأكملها تركزت على الشركات التابعة من وقت الشركة الأولى.
في 18 نوفمبر 2019، تم التوصل إلى اتفاق بشأن تكامل الأعمال مع LINE. جعلت الشركة الأم شركة شيودوم زي القابضة شركة LINE خاصة من خلال عرض استحواذ بالتعاون مع شركة LINE الأم شركة نافي، وبعد اندماج شيودوم القابضة و LINE ، أصبحت الشركة المشغلة التي أنشأتها LINE من خلال تقسيم الأعمال شركة تابعة لـ Z Holdings. يتم تنفيذ تكامل الأعمال من خلال طريقة النقل.

## تاريخ الشركة
- 1 أكتوبر2019: - تنفيذ إعادة الهيكلة التنظيمية التالية والانتقال إلى هيكل شركة قابضة.

من بين شركات شركة ياهو اليابان (الشركة الأولى)، الشركات باستثناء أعمال إدارة الأعمال الجماعية (Yahoo! تم استيعاب الأعمال اليابانية) وتقسيمها إلى شركة Kioimachi Split Preparation Co.، Ltd. (تم تغيير الاسم التجاري إلى (الشركة الثانية) في نفس التاريخ). نقل الأعمال عن طريق. من بين الأعمال التجارية لشركة شركة ياهو اليابان (الشركة الأولى) ، تم نقل أعمال إدارة الأعمال الخاصة بشركة مجموعة مالية إلى Kioicho Financial Split Preparation Co.، Ltd. (تم تغيير الاسم التجاري إلى Z Financial Co.، Ltd. نفس اليوم) عن طريق انقسام بسيط. ستشارك Yahoo Japan Corporation (الشركة الأولى) فقط في أعمال إدارة الأعمال الجماعية باستثناء الخدمات المالية ، وغيرت اسمها التجاري إلى Z Holdings Co.، Ltd. في نفس التاريخ.
- - 13 نوفمبر - اكتمل عرض الاستحواذ على شركة ZOZO Co.، Ltd. ، وفي نفس اليوم تم الاستحواذ على 50.10٪ من الأسهم المصدرة وتحويلها إلى شركة تابعة موحدة.
  - 18 نوفمبر - اتفاقية أساسية مع شركة LINE Corporation بشأن تكامل الأعمال.
  - 18 كانون الأول (ديسمبر) - تم تحويل الأسهم المملوكة لشركة SoftBank Corp إلى Shiodome Z Holdings Co.، Ltd. ، وهي شركة تابعة مملوكة بالكامل ، وأصبحت شركة تابعة موحدة للشركة.
  - 23 ديسمبر - الاتفاقية النهائية بشأن تكامل الأعمال مع Softbank و Naver و LINE.
  - 27 ديسمبر - الأعمال المتعلقة برأس المال الاستثماري للشركات (النسخة الإنجليزية) يتم استيعابها وتقسيمها إلى شركة فرعية مملوكة بالكامل لشركة Yahoo Japan Corporation.
- 2021
  - استحوذت مجموعة شركة LINE Ltd. في 26 فبراير على أسهم الشركة المملوكة لشركة Shiodome Z Holdings GK من خلال عرض استحواذ ، واستحوذت شركة LINE Co.، Ltd. على شركة Shiodome Z Holdings GK. LINE Co.، Ltd. ، التي أصبحت الشركة الأم الجديدة ، ستكون حصة 50-50 بين SoftBank و Naver ، وستظل SoftBank هي الشركة الأم.
  - 28 فبراير-الشركة الأم لاين المحدودة نقل الأعمال إلى خط انقسام إعداد المحدودة وغيرت اسمها التجاري إلى A القابضة المحدودة [1]
  - 1 مارس LINE Co.، Ltd. (الجيل الثاني ، شركة LINE Split Preparation Co.، Ltd. السابقة) أصبحت شركة تابعة مملوكة بالكامل من خلال تبادل الأسهم. [2]